# Мартиросян, Гарик Юрьевич
Га́рик Ю́рьевич Мартирося́н (арм. Գարիկ Յուրիի Մարտիրոսյան; род. 13 февраля 1974, Ереван, Армянская ССР, СССР) — армянский и российский актёр кино и телевидения, телепродюсер, шоумен, юморист, телеведущий, музыкант. Бывший участник КВН. Один из основателей и ключевых продюсеров «Comedy Club Production». Со-продюсер, а также бывший художественный руководитель, резидент и ведущий шоу «Comedy Club» на телеканале «ТНТ». Креативный продюсер телевизионных проектов от «Comedy Club».

## Биография

### Ранние годы
Родился 13 февраля 1974 года в Ереване (Армянская ССР). Отец — Юрий Михайлович Мартиросян (род. 16 апреля 1942), инженер-механик; мать — Жасмин Суреновна Мартиросян (род. 15 апреля 1950), врач-гинеколог, доктор наук. Дед по отцу — Михаил Аркадьевич Мартиросян (1911—1984), учитель математики, позже — директор школы; бабушка по отцу — Арус Мартиросян (род. 1924). Дед по матери — Сурен Николаевич (род. 1919), заместитель министра торговли СССР; бабушка по матери — Роза (род. 21 января 1921).
У Гарика есть младший брат Левон Юрьевич Мартиросян (род. 19 февраля 1976). Левон возглавлял Единую либеральную национальную партию Армении (МИАК), был помощником президента Армении (2008—2012), депутатом Национального собрания республики; посол Армении в Канаде (2017—2019).
Родители попросили записать датой рождения сына 14 февраля, так как, по их мнению, 13 — несчастливое число, поэтому день рождения Гарик празднует два дня подряд.
Несмотря на исключение из музыкальной школы за плохое поведение, позже Гарик всё же освоил игру на рояле, гитаре, барабанах и смог сам писать музыку.
После окончания школы продолжил образование в Ереванском государственном медицинском университете, где получил специальность невропатолога-психотерапевта. Врачом проработал всего три года, хотя профессия ему очень нравилась — его ожидало другое будущее после знакомства с командой КВН Ереванского университета.

### Личная жизнь
Жена (с 1998 года) — Жанна Левина, юрист. Пара познакомилась в 1997 году в Сочи на КВН.
Дочь Жасмин (род. 20 августа 2004).
Сын Даниэль (род. 27 октября 2009). Имя предложил Стивен Сигал в передаче «Прожекторперисхилтон», но потом выяснилось, что этот эпизод передачи был постановочным.
Всё свободное время Мартиросян старается проводить с семьёй. Любимое увлечение — футбол. Играет в шахматы. Является болельщиком московского «Локомотива» и «Манчестер Юнайтед».

## Карьера
- 1993—2002 гг. — игрок команды КВН «Новые армяне» (с 1997 года — капитан), чемпион КВН 1997, играл в составе «Сборной СССР».
- 2002 г. — работал в программе «Добрый вечер» с Игорем Угольниковым.
- 2003—н.в. — один из авторов-создателей, а также креативный продюсер (в 2005-2017 г.г.  — резидент и ведущий) проекта Comedy Club, созданного вместе с его друзьями из команды «Новые армяне» Артуром Тумасяном, Артуром Джанибекяном, Артаком Гаспаряном и Арташесом Саркисяном.
- 2006 г. — победитель проекта «Первого канала» «Две звезды», где участвовал в паре с Ларисой Долиной.
- 2006—2011 гг. — сопродюсер и соавтор шоу «Наша Russia», выходившего в эфире телеканала ТНТ.
- 2007 г. — ведущий первых двух сезонов шоу «Минута славы» на «Первом канале».
- 2007 г. — участвовал в записи музыкального альбома «Респект и Уважуха» Павла Воли.
- 2008—2012; 2017 гг. — один из ведущих и продюсеров шоу «Прожекторперисхилтон», выходившего в эфире «Первого канала».
- 2008 г. — продюсер и автор сценария полнометражного фильма «Наша Russia. Яйца судьбы», который вышел на экраны страны 21 января 2010 года.
- 2010—2019 г.г. — один из со-продюсеров и председатель жюри шоу «Comedy Баттл».
- 2015 г. — ведущий первого сезона музыкального проекта «Главная сцена» на телеканале «Россия-1».
- 2016 г. — ведущий десятого сезона проекта «Танцы со звёздами» на канале «Россия-1».
- 4 марта 2018 года был капитаном команды звёзд КВН в телепередаче Что? Где? Когда?" на «Первом канале»[11][12][13][14].
- 2018 г. — ведущий специального авторского шоу «Мартиросян Official» на телеканале ТНТ.
- 2018—2020; 2021 г.г. — автор и продюсер своего собственного stand-up тура «Новый Мартиросян». Гастролировал с программой по нескольким странам.
- 2019—2020 гг. — ведущий конкурса вокалистов-любителей «Щас спою» на «Первом канале»[15].
- 2020; 2022 гг. — член жюри первого сезона музыкального шоу «Маска» (НТВ)[16], также принимал в шоу «Новогодняя Маска + Аватар», где управлял аватаром Деда Мороза.
- 2023—н.в. — вместе с Мариной Кравец ведёт музыкальное шоу «Конфетка» (ТНТ).
- 2023—н.в. — ведущий и один из ключевых продюсеров музыкального шоу перевоплощений «Ярче звёзд» (ТНТ).
- 2024 — ведущий юмористической телеигры "История на миллион" (ТНТ).

Ведущий/со-продюсер концертов
- 2006 — XII Торжественная церемония вручения Национальной телевизионной премии «ТЭФИ—2006»[17] (СТС)
- 2007-2010 — Церемонии вручения народной премии «Золотой граммофон»[18] (Первый канал)
- 2008 — Праздничный концерт к 15-летию «Газпрома» (Первый канал)
- 2008 — «Две звезды. Новогодний выпуск» (Первый канал)
- 2008 — «Проводы Старого года» (Первый канал)
- 2009 — «Новогодняя ночь на Первом канале» (Первый канал)
- 2010 — Концерт Патрисии Каас «Спасибо, Россия!» (Первый канал)
- 2010, 2013 — «Мисс Россия»[19] (НТВ)
- 2012 — «Мисс Украина[укр.]»[20] (Интер)
- 2014 — VANOS Show Concert
- 2018-2022 — stand-up тур «Новый Мартиросян»
- 2019 — «Новая Волна-2019. Творческий вечер Сосо Павлиашвили» (Россия-1)

## Достижения
- 2007 год — премия «Юмор года» от радио «Юмор FM» (номинация «Шоу-мен»).
- 2007 год — «Человек года» по версии журнала GQ (номинация «Лицо из телевизора»).
- 2008—2012 годы — программа «Прожекторперисхилтон» получила премию «ТЭФИ» как лучшая информационно-развлекательная программа года.
- 2017 год — шоу «Comedy Club» получило премии «ТЭФИ» в номинации «Юмористическая программа».

## Фильмография
- 2005 год — «Наш Двор 3» — эпизодическая роль
- 2008 год — «Наша Russia» — оператор пятигорского ТВ Рудик, в одном из эпизодов — в роли самого себя
- 2009 год — «Универ» — камео
- 2010 год — «Наша Russia. Яйца судьбы» — ведущий корпоратива — в роли самого себя
- 2013 год — «ХБ» — эпизодическая роль — в роли самого себя
- 2017 год — «Zомбоящик» — в одной из главных ролей
- 2022 год — «СамоИрония судьбы» — Антон Семёнович Шпак, сосед Шурика
- 2023 год — «Иван Васильевич меняет всё» — пластический хирург Антон Семёнович Шпакян, сосед Шурика / ведущий шоу «Конфетка»
- 2025 год — «Наша Russia. 8 марта» — оператор пятигорского ТВ Рудик